# Alisa Iwanowna Poret
Alisa (Alisa-Jekaterina-Ada) Iwanowna Poret (russisch Алиса (Алиса-Екатерина-Ада) Ивановна Порет; * 13. Apriljul. / 26. April 1902greg. in St. Petersburg; † 15. Februar 1984 in Moskau) war eine russisch-sowjetische Malerin und Illustratorin.

## Leben
Porets Mutter war Cecilia Karlowna Reinholdsen (1880–1971) aus einer eingebürgerten schwedischen Familie. Porets Vater war der Arzt und Pharmazeut Iwan Adamowitsch Poret (1870–1924) im Werkskrankenhaus des Putilowwerks in St. Petersburg. Porets Bruder Wiktor Iwanowitsch Poret (1906–1973) wurde Militärarzt.
Alisa Poret besuchte 1911–1918 die deutsche Annenschule in St. Petersburg. Darauf absolvierte sie den einjährigen Vorbereitungskurs der Petrograder N. K. Roerich-Kunsthochschule, um dann 1920 dort das Studium zu beginnen. 1921 wurde sie ohne Prüfung ins Höhere Künstlerisch-Technische Institut (Wchutein) übernommen und studierte bei A. I. Sawinow und K. S. Petrow-Wodkin. Mit ihrer Arbeit Vier am Tisch (Spieler) erwarb sie 1925 ihr Diplom. Danach begann sie, Kinderbücher zu illustrieren. 1926 trat sie in den Verein der Künstler des Wchutein ein und heiratete den Kunstwissenschaftler Arkadi Matwejewitsch Pappe, der bereits im Januar 1927 starb.
Ab Ende 1926 arbeitete Poret in der Werkstatt Pawel Filonows. 1927 gründete sie den Verein Meister der analytischen Kunst (MAI) der Filonow-Schüler und -Freunde, mit dem zusammen sie unter der Führung Filonows die künstlerische Gestaltung des Hauses der Presse in Leningrad übernahm. Jeweils zu zweit wurden einzelne Gemälde für eine Ausstellung erstellt. So schufen Poret und Tatjana Glebowa ein Wandbild, auf dessen Leinwand Porets Streifen Bettler und Obdachlose und Glebowas Streifen Das Gefängnis darstellte. Diese MAI-Ausstellung war ein großer Erfolg. Glebowas Das Gefängnis befindet sich im Madrider Museo Thyssen-Bornemisza, während Porets Bettler und Obdachlose in Privatbesitz ist. 1931 malten Poret und Glebowa das Haus im Profil (auch Profil unseres Hauses), das von Filonow hoch geschätzt wurde. Während dieser Zeit entstanden nur wenige Gemälde, da Gemälde in der Filonow-Technik sehr aufwändig waren. Stattdessen entstanden viele Aquarelle.
Seit 1928 arbeitete Poret im Kinderbuchverlag DetGis. Zusammen mit Glebowa gestalteten sie etwa 16 Bücher. Auch arbeiteten sie für die Kinderzeitschriften Igel und Zeisig. In dieser Zeit 1928–1932 war sie bekannt mit Daniil Charms, doch illustrierte sie nicht seine Gedichte und Erzählungen bis 1980. 1931 nahm der Fotograf Pawel Mokijewski eine Reihe von Foto-Bildern auf. Charms beteiligte sich nur an dem einen Bild Ungleiche Ehen mit zwei Fotos mit Glebowa und zwei Fotos mit Poret. Als Charms nach seiner Verhaftung im Dezember 1931, Verurteilung zu drei Jahren Lagerhaft, Umwandlung in Verbannung nach Kursk 1932 nach Leningrad zurückkehrte, entwickelte er eine tiefe Zuneigung zu Poret, wie er offen in seinen täglichen Aufzeichnungen schrieb.
1932 übernahm Poret mit dreizehn MAI-Kollegen die künstlerische Gestaltung des Buches Kalevala, das 1933 im Leningrader Academia-Verlag erschien. 1934 endete die Zusammenarbeit mit Glebowa.
1933 ging Poret die Ehe mit dem Künstler Pjotr Pawlowitsch Snopkow (1900–1942) ein (aufgelöst 1936). Sogleich brachen Charms und Poret für immer ihre Beziehung ab einschließlich ihrer geschäftlichen Beziehung. 1937 heiratete Poret den Komponisten Boris Maisel (Scheidung 1961). Während der Leningrader Blockade wurde sie 1942 nach Swerdlowsk im Osten der Ukraine evakuiert. 1944 kehrte sie nach Leningrad zurück. Als Poret 1945 von Leningrad nach Moskau übersiedelte, trennte sie ihren Teil des Bildes Haus im Profil ab und nahm ihn mit. Der Verbleib dieses Teils ist unbekannt (Glebowas Teil des Bildes gaben die Erben 1989 an das Kunstmuseum Jaroslawl.)
Nach dem Kriege schuf Poret mehr als 200 Gemälde. In den 1960er und 1970er Jahren malte sie Porträts nach Fotos der 1930er Jahre, so das Selbstbildnis Künstler und sein Modell (1958) und die Porträts von Kirill Struve (1964), Daniil Charms und Pawel Filonow (1966). Sie malte Phantasie-Porträts des Ewigen Goldenen Bach (1962), von Welimir Chlebnikow (1965), Albert Einstein (1971) und des 90-jährigen Pablo Picasso (1973). Sie porträtierte Sara Doluchanowa (1967) und die Lisizian-Schwestern Karina und Rusanna (Töchter des Baritons Pawel Lisizian, 1970). Kinderbücher illustrierte sie bis in die 1980er Jahre, so auch die erste russische Ausgabe von Pu der Bär (1960).
In den 1970er Jahren schrieb Poret ihre freien und offenbar wenig glaubwürdigen Erinnerungen an Alexander Wwedenski und Daniil Charms, die lange nur im Samisdat erschienen. 1980 wurden sie von W. I. Glozer veröffentlicht und als literarische Anekdoten eingeschätzt. J. S. Druskin und L. S. Lipawski hielten Porets Erinnerungen für unwahr.
1974 gab es die erste Poret-Ausstellung mit ihren Werken im Moskauer Haus des Architekten. 1980 wurde eine Poret-Ausstellung in der Moskauer Künstlerunion durchgeführt. Ihre Werke wurden von verschiedenen Museen erworben (Nukus, Petrosawodsk, Archangelsk, Tiflis).